# Akt normatywny
Akt normatywny – tekst zawierający sformułowane w języku prawnym i zapisane w postaci przepisów normy prawne. Normy te mają najczęściej charakter generalny i abstrakcyjny. Niekiedy pod tym pojęciem rozumie się także wszelkie teksty formułujące normy postępowania. Wydają je podmioty, które mają kompetencje do działań prawotwórczych.

## Tworzenie aktów normatywnych
Do tworzenia aktów normatywnych uprawnione są ściśle określone podmioty. W społeczeństwach demokratycznych są to najczęściej organy wymienione w konstytucji. Konstytucja określa też w jakim trybie odbywa się tworzenie aktów normatywnych oraz jakie formy one przyjmują (np. ustawa, rozporządzenie, czy dekret).
Oprócz aktów normatywnych prawa wewnętrznego, wyróżnia się również akty normatywne prawa międzynarodowego oraz prawa europejskiego.

## Budowa i zawartość aktu normatywnego
Typowy akt normatywny zawiera tytuł, przepisy merytoryczne, przepisy nowelizujące, przepisy przejściowe i dostosowujące oraz przepisy końcowe.
Oprócz przepisów prawnych, akty prawne zawierają również części nieposiadające charakteru normatywnego. Są to najczęściej tytuł, numeracja przepisów, oznaczenia struktury wewnętrznej aktu normatywnego (tytuły, rozdziały), wskazanie normy kompetencyjnej, na podstawie której akt wydano czy załączniki graficzne.

## Generalny i abstrakcyjny charakter aktów normatywnych
Generalny i abstrakcyjny charakter jest uznawany za cechę konstytutywną aktów prawnych.
Charakter generalny oznacza, iż akty normatywne kierowane są do grupy adresatów określanych przez ich cechy (czyli adresaci nie są określani indywidualnie, imiennie). Adresatami mogą być wszystkie osoby podlegające jurysdykcji państwa, a więc zarówno obywatele, jak i cudzoziemcy, grupa osób określona cechami, np. przedsiębiorcy, podatnicy itp. lub zamieszkująca określony obszar, np. mieszkańcy konkretnej gminy.
Z kolei charakter abstrakcyjny aktów normatywnych oznacza, iż zawierają one ogólne sposoby postępowania, a konkretniej reguły wielokrotnego (powtarzalnego) powinnego zachowania.
Wątpliwości budzą akty, przypominające formą akty normatywne, jednak nie formułujące norm generalnych i abstrakcyjnych, a wywołujące skutki doniosłe dla systemu prawa, np. ustawa budżetowa czy dyrektywy prawa europejskiego.

## Promulgacja aktów normatywnych
Z zasad państwa prawa wynika, że dla ważności aktu normatywnego powszechnie obowiązującego wymagane jest, obok wydania go przez umocowany do tego organ w przepisanym trybie, także ogłoszenia (promulgacji) w dzienniku urzędowym. W polskim prawie regulowane jest to ustawą z dnia 20 lipca 2000 r. o ogłaszaniu aktów normatywnych i niektórych innych aktów prawnych. Ogłoszenie aktu normatywnego w dzienniku urzędowym jest obowiązkowe. Natomiast odrębne przepisy mogą wyłączyć obowiązek ogłoszenia aktu normatywnego niezawierającego przepisów powszechnie obowiązujących. Co do zasady akty normatywne ogłasza się niezwłocznie.

## Okres „vacatio legis” i wejście w życie
Wejście w życie aktu normatywnego poprzedza zazwyczaj tzw. vacatio legis. Przepisy przywołanej ustawy nie wyłączają możliwości nadania aktowi normatywnemu wstecznej mocy obowiązującej, może to nastąpić tylko wówczas, gdy zasada demokratycznego państwa prawnego nie stoi temu na przeszkodzie. Sytuacja taka jest wyjątkiem od ogólnej zasady nieretroaktywności prawa (lex retro non agit).